# P’yŏngan-namdo
P’yŏngan-namdo (Süd-P’yŏngan) ist eine Provinz in Nordkorea. Sie entstand 1896 bei der Teilung der Provinz P'yŏngan-do in P’yŏngan-pukto und P’yŏngan-namdo. Die Hauptstadt der Provinz P’yŏngan-namdo ist P’yŏngsŏng.

## Geographie
Die Provinz grenzt im Süden an Pjöngjang und Hwanghae-pukto, im Südosten an Kangwŏn-do, im Osten an Hamgyŏng-namdo, im Westen an das Gelbe Meer und im Norden an Chagang-do und P’yŏngan-pukto.

## Verwaltungsgliederung
Die Provinz P’yŏngan-namdo gliedert sich in fünf Städte, drei Distrikte und 19 Landkreise.
2004 wurde die besondere Verwaltungsregion Namp’o, eine Stadt unter zentraler Verwaltung der Regierung der Provinz P’yŏngan-namdo angeschlossen. Es handelt sich dabei um die Stadt Namp’o und die Landkreise Ch’ŏllima, Kangsŏ, Taean und Ryonggang. Namp’o hatte den Status einer besonderen Stadt innerhalb der Provinz. 2010 wurden die Stadt sowie diese Landkreise und der Landkreis Onch’ŏn wieder als Namp’o ausgegliedert.

### Städte
- Anju-shi (안주시; 安州市)
- Kaech’ŏn-shi (개선시; 開城市)
- P'yŏngsŏng-shi (평성시; 平城市)
- Sunch’ŏn-shi (순천시; 順天市)
- Tŏkch’ŏn-shi (덕천시; 德川市)

### Distrikte
- Ch’ŏngnam-gu (청남구; 清南區)
- Tŭkchang-jigu (득장지구; 得場地區)
- Ungok-chigu (운곡지구; 雲谷地區)

### Landkreise
- Hoech’ang-gun (회창군; 檜倉郡)
- Maengsan-gun (맹산군; 孟山郡)
- Mundŏk-gun (문덕군; 文德郡)
- Pukch’ang-gun (북창군; 北倉郡)
- P’yŏngwŏn-gun (평원군; 平原君)
- Sinyang-gun (신양군; 新陽郡)
- Sŏmgch’ŏn-gun (성천군; 成川郡)
- Sukch’ŏn-gun (숙천군; 肅川郡)
- Chŭngsan-gun (증산군; 甑山郡)
- Taehŭng-gun (대흥군; 大興郡)
- Taedong-gun (대동군; 大同郡)
- Ŭnsan-gun (은산군; 殷山郡)
- Yangdŏk-gun (양덕군; 陽德郡)
- Nyŏngwŏn-gun (녕원군; 寧遠郡)

## Sonstiges
In der Provinz befinden sich der Pyongyang Golf Complex und das Kraftwerk Pukchang, der größte Elektrizitätslieferant Nordkoreas.